# Ulidia omani
Ulidia omani är en tvåvingeart som beskrevs av Steyskal 1970. Ulidia omani ingår i släktet Ulidia och familjen fläckflugor.
Artens utbredningsområde är Israel. Inga underarter finns listade i Catalogue of Life.